# Вимислув (гміна Волянув)
Вимислув (пол. Wymysłów) — село в Польщі, у гміні Волянув Радомського повіту Мазовецького воєводства.
Населення — 79 осіб (2011).
У 1975-1998 роках село належало до Радомського воєводства.

## Демографія
Демографічна структура станом на 31 березня 2011 року:
|          | Загалом | Допрацездатний вік | Працездатний вік | Постпрацездатний вік |
| -------- | ------- | ------------------ | ---------------- | -------------------- |
| Чоловіки | 44      | 13                 | 25               | 6                    |
| Жінки    | 35      | 7                  | 17               | 11                   |
| Разом    | 79      | 20                 | 42               | 17                   |